# AC0

Diagrama d'un circuit AC^{0}. Els n bits d'entrada estan a la part de baix i la porta de la part superior genera una sola sortida. El circuit consisteix en portes AND i OR de fan-in polinòmic.

La classe de complexitat AC0 és usada en complexitat de circuits. És la classe més petita a la jerarquia AC i consisteix en totes les famílies de circuits de profunditat O(1) i mida polinòmica, amb portes AND i OR amb fan-in il·limitat (només es permeten portes NOT a les entrades). Per tant, conté la classe NC0, que conté portes amb fan-in limitat.
La suma i resta d'enters son computables a AC0, però la multiplicació i la divisió no ho son (almenys sota la representació binaria o base 10 d'enters).